# Tsai Ing-wen
Tsai Ing-wen (kinesisk: 蔡英文) (født 31. august 1956) var Taiwans præsident 2016-2020. Hun repræsenterer partiet Demokratisk Fremskridtsparti (DPP), som hun blev leder for i 2008 efter fire års medlemskab.
Hun vandt præsidentvalget i Taiwan 16. januar 2016 med ca. 60 % af stemmerne. Da hun tiltrådte embedet 20. maj 2016 blev hun Taiwans første kvindelige præsident. Hendes modstander ved præsidentvalget var Ny Taipeis borgmester, Eric Chu fra det regerende parti, Kuomintang, som han efterfølgende trak sig som leder af efter tre måneder. Tsai Ing-wen havde i 2010 tabt valget til borgmesterposten i Ny Taipei til netop Eric Chu.
Ved præsidentvalget i januar 2020 blev Tsai Ing-wen genvalgt med stort flertal. Hun vandt over Kuomintangs kandidat Han Kuo-yu, der går ind for en mere forsonende holdning til Folkerepublikken Kina i spørgsmålet om Taiwans uafhængighed.
Tsai Ing-wen er uddannet jurist i Taipei og har en master fra Cornell University Law School i USA i 1980 og en doktorgrad fra London School of Economics fire år senere. I 1990'erne var hun med til at forhandle om taiwansk medlemskab i World Trade Organisation. Hun er desuden tidligere minister (2000-2008).

## Liv og virke

### Baggrund
Tsai Ing-wens fader var hakka, moderen var minnan og en bedstemor kom fra det taiwanske urfolk paiwan. Hun flyttede som 11-åring med familien fra Pingtung til hovedstaden Taipei.
Efter studier ved det juridiske fakultet ved Taiwans nationale universitet (1978) tog hun mastergrad i USA ved Cornell University Law School i USA i 1980 og en doktorgrad fra London School of Economics fire år senere.
Efter hjemkomsten til Taiwan underviste hun i retsvidenskab ved Soochow-universitetet og Det nationale Chengchi-universitet.

### Politik
Fra 1993 var hun rådgiver for præsident Lee Teng-hui (Kuomintang) og var blandt andet med til at udforme Lees "mellemstatlige forbindelsers doktrin". I 1990'erne var hun med til at forhandle om taiwansk medlemskab i World Trade Organisation. Fra 1999 til 2000 var hun rådgiver i Taiwans nationale sikkerhedsråd. Efter, at partiet DPP fik regeringsmagten i 2000, blev Tsai udnævnt af præsident Chen Shui-bian til (partiløs) minister for fastlandskinesiske anliggender i regeringen. I 2004 blev hun medlem af DPP og var i en kortere periode medlem af Det legislative Yuan. Der efter var hun vicestatsminister under statsminister Su Tseng-chang, frem til regeringen gik af i 2007. Efter partiets nederlag ved præsidentvalget i 2008 blev hun valgt til ny partileder for DPP.[kilde mangler]
I november 2010 var Tsai kandidat til stillingen som borgermester i Ny Taipei, men led nederlag til Kuomintangs kandidat, Eric Chu.
Ved præsidentvalget i 2012 tabte hun til den siddende præsident, Ma Ying-jeou (Kuomintang). Efter dette trak hun sig fra positionen som DPP-leder.[kilde mangler]
Tsais efterfølger, partiveteranen Su Tseng-chang, blev imidlertid stærkt presset af kritik fra partifæller, som mente, at han ikke gik energisk nok ind for reformer af partiet.[kilde mangler] Efter solsikkebevægelsen i begyndelsen af 2014 meddelte Tsai, at hun på ny ville stille op som kandidat som partileder. Su Tseng-chang og Hsieh Chang-ting omgjorde da deres planer om at stille op til posten.[kilde mangler] Den 25. maj 2014 vandt Tsai valget med 93 % af stemmerne mod sin eneste modkandidat Kuo Tai-lin. Dermed blev hun partiets leder for anden gang.
Den april 2015 blev hun nomineret som DPPs kandidat til præsidentvalget i 2016. Hun blev valgt den 16. januar 2016 med tiltrædelse af præsidentskabet 20. maj 2016.
Ved præsidentvalget i januar 2020 blev Tsai Ing-wen genvalgt med stort flertal. Hun vandt over Kuomintangs kandidat Han Kuo-yu, der går ind for en mere forsonende holdning til Folkerepublikken Kina i spørgsmålet om Taiwans uafhængighed.